# 1951年の宝塚歌劇公演一覧
本項目では、1951年の宝塚歌劇公演一覧（1951ねんのたからづかかげきこうえんいちらん）について示す。

## 一覧
（）内は、作者または演出者名。

### 宝塚公演

#### 月組
- 1月1日 - 1月30日　宝塚大劇場
  - 『雨』（水田茂　原案、香村・錢谷・玉田　合作）
  - 『ラ・ヴィオレテラ』（白井鐵造）

#### 花組
- 2月1日 - 2月27日　宝塚大劇場
  - 『文福茶釜』（高木史朗）
  - 『ラ・ヴィオレテラ』（白井鐵造）

#### 雪組
- 3月1日 - 3月30日　宝塚大劇場
  - 『四つのファンタジア』（白井鐵造）
  - 『白き花の悲歌』（内海重典）

#### 星組
- 4月1日 - 4月29日　宝塚大劇場
  - 『昔噺舌切雀』（白井鐵造）
  - 『春のおどり<宝塚新温泉開業40周年>』（平井正一郎・江川幸一・高木史朗）

#### 月組
- 5月1日 - 5月30日　宝塚大劇場
  - 『蜜蜂の冒険』（高木史朗）
  - 『春のおどり』（平井正一郎・江川幸一・高木史朗）

#### 花組
- 6月1日 - 6月29日　宝塚大劇場
  - 『ジャニンヌ』（白井鐵造）
  - 『裸山の一夜』（楳茂都陸平）
  - 『河童まつり』（高木史朗）

#### 雪組
- 7月1日 - 7月30日　宝塚大劇場
  - 『幸福の王子』（高崎邦祐　脚本・演出）
  - 『浮かれ地蔵』（花柳年之輔）
  - 『南十字星は輝く』（内海重典）

#### 星組
- 8月1日 - 8月30日　宝塚大劇場
  - 『虞美人』（白井鐵造、香村菊雄　演出）

#### 月組
- 9月1日 - 9月30日　宝塚大劇場
  - 『虞美人』（白井鐵造、香村菊雄　演出）

#### 花組
- 10月2日 - 10月30日　宝塚大劇場
  - 『虞美人』（白井鐵造、香村菊雄　演出）

#### 雪組
- 11月1日 - 11月29日　宝塚大劇場
  - 『シェヘラザード』（小牧正英　演出）
  - 『花の風土記』（高木史朗）

#### 星組
- 12月1日 - 12月20日　宝塚大劇場
  - 『シェヘラザード』（小牧正英　演出）
  - 『花の風土記』（高木史朗）

### 東京公演

#### 雪組
- 1月1日 - 1月29日　帝国劇場
  - 『宝塚フェアー』（高木史朗）
  - 『ブルウ・イン・ザ・ライト』（矢田茂）

#### 花組
- 3月8日 - 4月27日　帝国劇場
  - 『文福茶釜』（高木史朗）
  - 『ラ・ヴィオレテラ』（白井鐵造）

#### 雪組
- 5月1日 - 5月28日　帝国劇場
  - 『四つのファンタジア』（白井鐵造）
  - 『白き花の悲歌』（内海重典）

#### 星・月組
- 6月9日 - 6月25日　江東劇場
  - 『宝塚おどり』（内海重典）
  - 『ヤマ・ローサ』（執行正俊　作、内海重典　演出）

#### 花組
- 8月1日 - 8月27日　帝国劇場
  - 『春風の接吻』（高木史朗）
  - 『松風』（内海重典　脚本）
  - 『河童まつり』（高木史朗）

#### 雪組
- 9月1日 - 9月24日　帝国劇場
  - 『昔噺舌切雀』（白井鐵造）
  - 『琉球秘話』（高木史朗）
  - 『輝く南十字星』（内海重典）

#### 星組
- 9月29日 - 10月28日　帝国劇場
  - 『王昭君』（香村菊雄）
  - 『歌舞伎ニッポン』（平井正一郎）

#### 月組
- 11月3日 - 11月24日　帝国劇場
  - 『蜜蜂の冒険』（高木史朗）
  - 『雨』（錢谷信昭　構成、玉田祐三　演出）
  - 『憂愁夫人』（中西武夫　演出）

### 宝塚・東京以外の公演

#### 星組
- 1月12日 - 1月20日　岐阜、静岡、豊橋、岡崎、四日市
  - 『春風の接吻』（高木史朗）
  - 『宝塚おどり』

- 2月5日 - 2月10日　岡山、倉敷、西条
  - 『春風の接吻』（高木史朗）
  - 『宝塚おどり』

#### 月組
- 2月10日 - 2月16日　名古屋宝塚劇場
  - 『奴道成寺』（水田茂）
  - 『アラビアン・ナイト』（白井鐵造）

- 2月17日・18日　四日市
  - 『傀儡船』（小野晴通）
  - 『ブギウギホテル』（高木史朗）
  - 『三番叟』

- 2月21日 - 2月24日　大阪・朝日会館
  - 『ブギウギホテル』（高木史朗）

- 3月3日 - 3月5日　福井
  - 『寿式三番叟』
  - 『傀儡船』（小野晴通）
  - 『ブギウギホテル』（高木史朗）

- 3月26日 - 4月9日　岩国、広島、三次、三原
  - 『春風の接吻』（高木史朗）
  - 『さくらファンタジィ』（内海重典）

#### 雪組
- 4月7日 - 4月15日　名古屋宝塚劇場
  - 『四つのファンタジア』（白井鐵造）
  - 『白き花の悲歌』（内海重典）

#### 星組
- 5月1日 - 5月7日　京都・グランド会館
  - 『昔噺舌切雀』（白井鐵造）
  - 『恋は御法度』（香村菊雄）
  - 『宝塚フェア』（玉田祐三）

- 5月12日 - 5月15日　敦賀、綾部、淡路
  - 『春風の接吻』（高木史朗）
  - 『宝塚フェア』（玉田祐三）

- 7月5日 - 7月12日　名古屋宝塚劇場
  - 『昔噺舌切雀』（白井鐵造）
  - 『リリオム』（内海重典）

#### 花組
- 7月6日 - 7月22日　中国、九州地方
  - 『ジャニンヌ』（白井鐵造）
  - 『文福茶釜』（高木史朗）
  - 『宝塚まつり』（高木史朗）

#### 月組
- 8月8日 - 8月14日　高知、高松、丸亀、徳島
  - 『お夏笠物狂』（久松一聲）
  - 『舌切雀』（白井鐵造）
  - 『夏ひらく』（宝塚文芸部）

#### 花組
- 9月15・16日　大阪・朝日劇場
  - 『文福茶釜』（高木史朗）
  - 『宝塚まつり』（高木史朗）

#### 月組
- 10月6日 - 10月14日　岐阜、静岡、浜松、豊橋、岡崎、四日市
  - 『舌切雀』（白井鐵造）
  - 『浮かれ地蔵』（花柳年之輔）
  - 『宝塚まつり』（高木史朗）

#### 花組
- 11月4日 - 11月11日　出雲今市、徳山
  - 『ジャニンヌ』（白井鐵造）
  - 『になひ文』（水田茂）
  - 『宝塚まつり』（高木史朗）

- 11月16日 - 11月23日　名古屋宝塚劇場
  - 『ジャニンヌ』（白井鐵造）
  - 『河童まつり』（高木史朗）